# You Remind Me of Something
Singles de R. Kelly
Summer Bunnies
(août 1994) Down Low
(mars 1996)
You Remind Me of Something  est une chanson de R. Kelly, le 1er single extrait de son album homonyme R. Kelly sorti en 1995.
Ce titre a été certifié disque de platine aux États-Unis (1 000 000).

## Charts
Aux États-Unis, You Remind Me of Something  a bien marché, restant 5 semaines dans le Top 10. C’est également le quatrième  titre de R. Kelly à se classer no 1 dans les charts R&B. Au Royaume-Uni, il est resté 13 semaines classé.
| Classements / Pays (1995) | Meilleure position |
| ------------------------- | ------------------ |
| Billboard Hot 100         | 4                  |
| Top R&B                   | 1 (1 semaine)      |
| UK Singles Chart          | 24                 |
| Pays-Bas                  | 41                 |
| Nouvelle-Zélande          | 13                 |